# The Madman's Return
The Madman's Return is het tweede studioalbum van de Duitse eurodance- en rap-groep Snap! Het album werd op 24 maart 1992 uitgebracht en telt 12 nummers.

## Beschrijving
Het album bevat de internationale hit "Rhythm Is a Dancer" die de eerste plek bereikte in de hitlijsten van Frankrijk, Ierland, Italië, Nederland, Duitsland en het Verenigd Koninkrijk. Het nummer werd Hit van het jaar 1992.
Ook werden de nummers "Colour of Love", "Exterminate" en "Do You See The Light (Looking For)" uitgebracht als single.
The Madman's Return kwam in Nederland op de achtste plek in de Album Top 100 en ontving goud.

## Nummers
Het album bevat de volgende nummers:
| 1.                 | Madman's Return    | 4:35 |
| 2.                 | Colour of Love     | 5:32 |
| 3.                 | Believe In It      | 5:08 |
| 4.                 | Who Stole It?      | 5:10 |
| 5.                 | Don't Be Shy       | 4:38 |
| 6.                 | Rhythm Is a Dancer | 5:32 |
| 7.                 | Money              | 5:12 |
| 8.                 | See The Light      | 5:45 |
| 9.                 | Ex-Terminator      | 5:24 |
| 10.                | Keep It Up         | 4:05 |
| 11.                | Homeboyz           | 6:37 |
| 12.                | Sample City        | 1:08 |
| Totale duur: 46:32 |                    |      |

Op de tweede en derde editie zijn de volgende nummers toegevoegd:
- "Rhythm Is A Dancer (7" Edit)" (tweede en derde editie)
- "Exterminate (Endzeit 7")" (derde editie)

## Medewerkers
- Benito Benites (Michael Münzing) - productie
- John Garrett III (Luca Anzilotti) - productie
- Penny Ford - vocalen
- Turbo B (Durron Butler) - vocalen, raps
- Thea Austin - vocalen
- Andy Plöcher, Daniel Iribarren - gitaren
- Bobby Sattler - blazers